# Leger van het Romeinse Koninkrijk
Toen er in Rome nog koningen heersten had het leger van het koninkrijk waarschijnlijk nog veel weg van het Oud-Griekse leger en waren de soldaten vermoedelijk als hoplieten bewapend. Het zou tot de hervormingen van Gaius Marius (ca. 100 v.Chr.) duren voordat het Romeinse volk een staand leger kreeg. Tot dan toe trokken de Romeinse mannen bij het begin van de maand maart (lange tijd de eerste maand van het Romeinse jaar en de maand gewijd aan Mars) ten strijde. Voordat een leger op veldtocht vertrok werd het ritueel gezuiverd door een lustratio exercitus.

## Oorspronkelijke leger
Onder de legendarische eerste koning van Rome Romulus, bestond de Romeinse maatschappij uit gentes, die in 80 curiae en drie tribus waren opgedeeld. Uit deze tribus werden 8000 pedites (infanterie) en 800 celeres (cavalerie) van aan hun gens gebonden mannen geselecteerd. De decimale indeling schijnt toen al te hebben bestaan, namelijk één cavalerie-eenheid per 10 infanterie-eenheden.
De Etrusken, die volgens de traditie vooral aan het eind van de koningstijd hun greep op Rome zouden vergroten, waren sterk beïnvloed door de Griekse cultuur, die gerust beschouwd mag worden als dominant in het oostelijke Middellandse Zeegebied. In het begin, onder de Etruskische Koningen, was Griekse falanx de meest gebruikte strijdformatie. Vroege Romeinse soldaten moeten daarom er hebben uitgezien als Griekse hoplieten.

## De hervormingen van Servius Tullius
Een belangrijk moment in de Romeinse geschiedenis was de introductie van het census onder Servius Tullius. Hij had ingezien dat de aristocratische organisatie niet genoeg mannen kon inzetten als verdediging tegen de heuvelstammen en bijgevolg nam hij niet-aristocraten op in de staat en gereorganiseerde maatschappij op grond van rijkdom, vastgesteld door een census.
Burgers werden op basis van eigendom in zes klassen verdeeld. Uit deze werden milites gerekruteerd naar de uitrusting die zij zich zouden kunnen veroorloven en de noden van de staat.
Uit de rijkste klas werd de zwaarbewapende infanterie gerekruteerd, uitgerust als de Griekse hoplieten met helm, rond schild (clipeus), scheenplaten en borstplaat, allen van brons, die een speer (hasta) en zwaard (nog niet een gladius) droegen. In de strijd volgden zij het principe van "twee vooraan, een achteraan". De eerste en tweede acies (linie) waren samengesteld uit principes en hastati, die vooraan stonden opgesteld. De triarii of "derde rang", die uit veterani bestond, werd in reserve gehouden. Uit de naam hastati, kunnen wij afleiden dat de hasta, een speer, het wapen was dat de voorkeur genoot. De triarii waren uitgerust met een lange speer of piek, een schild en zware pantser.
De resterende klasse of klassen (rorarii en accensi) was lichtbewapend met een werpspeer (verutum). Zij werden zonder twijfel ingezet voor de schermutselingen, die enige verwarring moest zaaien onder de vijandelijke gelederen voor de werkelijke veldslag een aanvang nam.
Zowel de officieren als de cavalerie behoorden ofwel niet tot een van de zes klassen ofwel waren ze allemaal van de eerste klasse. Indien de adel boven de zes klassen stond, waren zij van senatori of equites. De cavalerie bleef een aristocratisch bastion tot de introductie van de gemotoriseerde oorlogvoering.